# Rage Against the Machine
Rage Against the Machine (скорочено: RATM) — американський рок-гурт з Лос-Анджелесу, Каліфорнія. Створений в 1991 році в складі вокаліста Зака де ла Роча, гітариста Тома Морелло, басиста Тіма Комерфорда та барабанщика Бреда Вілка.
Двічі лауреат премії «Ґреммі»: у номінаціях «Найкраще виконання у жанрі метал» (пісня «Tire Me») та «Найкраще виконання у жанрі хард-рок» (пісня «Guerrilla Radio»). Перший альбом гурту включений у «Список 500 найкращих альбомів усіх часів» за версією журналу «Rolling Stone».

## Склад
- Зак де ла Роча (англ. Zack de la Rocha) — вокал
- Том Морелло (англ. Tom Morello) — гітара
- Тім Коммерфорд (англ. Tim Commerford) — бас-гітара
- Бред Вілк (англ. Brad Wilk) — барабани

## Дискографія
- Rage Against the Machine (1992)
- Evil Empire (1996)
- Live & Rare (1998)
- The Battle of Los Angeles (1999)
- Renegades (2000)
- Live at the Grand Olympic Auditorium (2003)

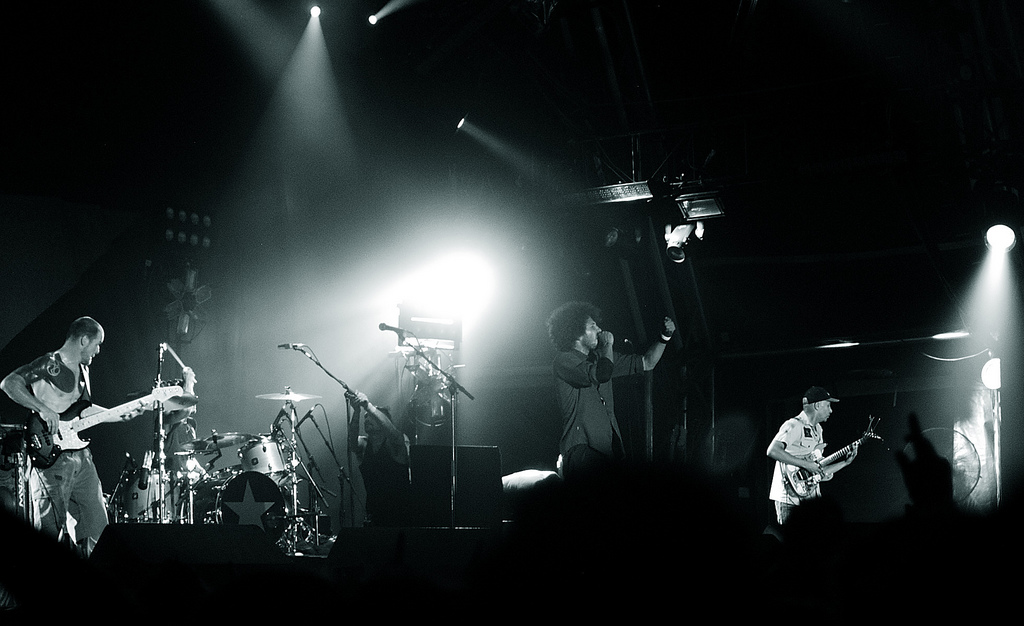
Гурт «Rage Against the Machine» на фестивалі «Big Day Out». Сідней, Австралія, 2008 рік.